# 坂田聡 (歴史学者)
坂田 聡（さかた さとし、1953年12月19日 - ）は、日本の日本中世史学者、中央大学文学部教授。

## 来歴
東京都出身。1977年に中央大学文学部を卒業し、1979年に同大学院文学研究科博士前期課程修了。
1979年、神奈川県立伊勢原高等学校教諭となり、その後、教員として勤務しながら大学院に戻り、1985年には中央大学大学院文学研究科博士後期課程を単位取得退学した。1991年に函館大学商学部専任講師となり、1994年に助教授へ昇格した。1998年に中央大学文学部助教授となり、2001年に教授へ昇任。この間、1998年に、「日本中世の氏・家・村」で中央大学より博士（史学）を取得したまた、2011年より、東京都杉並区にある、中央大学杉並高等学校の校長を兼任したが、2015年に退任。後任は、中央大学文学部教授の飯塚容。
専門は、日本中世の民衆生活史、村落史、家族史・女性史であり、氏姓などの人名に関する研究も行なっている。
日本における家制度の確立について、12世紀には庶民層を含む社会全体で成立していたと見る服藤早苗の説に対して、農村における家制度の成立は15-16世紀頃だとして、異を唱えた。

## 著書

### 単著
- 『日本中世の氏・家・村』校倉書房、1997年
- 『苗字と名前の歴史』（歴史文化ライブラリー）吉川弘文館、2006年
- 『家と村社会の成立 中近世移行期論の射程』高志書院、2011年

### 共編著
- （榎原雅治、稲葉継陽との共著）『村の戦争と平和』（日本の中世 12）中央公論新社、2002年
- 『家族と社会』日本家族史論集 4）吉川弘文館、2002年
- 『家族と住居・地域』（日本家族史論集 12）吉川弘文館、2003年
- 『禁裏領山国荘』高志書院、2009年
- 『民衆と天皇』吉岡拓共著. 高志書院, 2014.5
- 『古文書の伝来と歴史の創造 由緒論から読み解く山国文書の世界』編. 高志書院, 2020.12